# 不二家の時間
不二家の時間（ふじやのじかん）は、ラジオ東京テレビ（KRT）→TBS（東京放送）で1955年10月16日から1973年6月3日に、日本の菓子メーカー・不二家の1社単独提供で放送された番組のタイトルである。
初期は国産コメディ、そして「ポパイ」を始めとした海外作品が放送され、その後はTBS制作によるアニメ、後期はドラマが放送された。

## 解説
1955年10月16日に放送を開始したテレビドラマ「猿飛佐助旅日記」より開始。当初は日曜 18:00 - 18:30枠にて放送されたが、同作品の最終回直前となる12月16日より放送時間が1時間30分繰り下がるとともにゴールデンタイムへと昇格し、日曜 19:30 - 20:00枠にて放送された。
その後、1957年5月26日から6月30日まで放送された『おかしな人々』を最後に一旦国産ドラマの放送を終了。単発特別番組を挟み、同年7月21日より海外アニメ『マイティ・マウス』を開始。
その後、翌1958年4月にタケダアワーの『月光仮面』が月曜 - 土曜 18:00 - 18:15枠から日曜 18:00 - 18:30枠へ移動することとなり、後番組として移動。空いた本枠には1958年5月より海外ドラマ『ラマー・オブ・ジャングル』が開始した。
同番組終了後の1959年6月7日より海外アニメ『ポパイ』が放送。6年以上放送され、本枠で最も放送期間が長い作品となった。
その後、1965年8月に藤子不二雄原作の漫画を原作とした本枠初の国産テレビアニメかつ日本初のギャグアニメ『オバケのQ太郎 (第1作)』（以下、『オバQ』）が開始。初回から視聴率が30%を超す大ヒット番組となり、スポンサーである不二家も関連商品を複数販売したり、同社製造の乳飲料「ハイカップ」を購入すると同番組のエンディングテーマ「オバQ音頭」のソノシートが購入できるというキャンペーンが行われたりした。また、前番組までTBS系列局でも放送の遅れに差が出ていたが、本作の開始によって原則全局同時ネットへと切り替えられた。
『オバQ』終了後もしばらく本枠で藤子不二雄アニメが放送されたが、1969年3月に終了した「怪物くん (第1作)』をもって一旦アニメの放送を終了。
同年3月末より再び国産ドラマ枠へと転換し、当時大人気だったピンキーとキラーズが主演の『青空にとび出せ!』が開始し、『美人はいかが?』までテレビドラマが放送された。
1972年4月より再び国産アニメ枠へと転換。1972年ミュンヘンオリンピックへ向け、松平康隆当時バレーボール日本代表監督の依頼により制作された『アニメドキュメント ミュンヘンへの道』が放送開始。なお、同作は諸事情によりタイトル通りアニメに実写のドキュメンタリーを混合させた内容となっていたがオリンピック開幕を前に打ち切り。8月27日より大和和紀原作のアニメ『モンシェリCoCo』が、『ミュンヘンへの道』の制作会社である日本テレビ動画によって制作されるも、スタッフ同士の揉め事が原因となり当時としては珍しく全13話（1クール）で打ち切りとなった。また、これをもってTBSが日曜19時台にアニメを編成することがなくなった。
同年12月より再びドラマ枠となり、『新諸国物語・笛吹童子』が放送されたが、翌1973年6月3日に同作が終了するとともに本枠も終了。後番組の『がんばれ!兄ちゃん』以降は不二家を含む複数社提供へと切り替わった。

### 番組構成
東映動画（現：東映アニメーション）制作、いずみたく作曲によるオープニングキャッチが存在し、不二家のシンボルマーク「ファミリーマーク」の右の「花模様」が回転しながらアップで映されると、それがズームアウトして「ファミリーマーク」全体が映されるという構成だった。このなお音楽は直前に放送されていた「タケダアワー」のような歌詞は存在せず、提供コメントも無かった。
『オバQ』から『怪物くん』にかけて、オープニングキャッチ以外にもオープニングテーマとエンディングテーマの終盤にペコちゃんが登場する提供アナウンスが挿入されていた。オープニングは、「お菓子は不二家! テレビは○○（「○○」は番組名）! みんなで見てね! 」。エンディングは、「○○ー! はーい! ペコちゃんー! はーい! ぼくらはゆかいな仲間でーす! 不二家、不二家、でーはまた来週! 」となっていた（最終回での対応については不明）。なおエンディングの音楽は、作品によってエンディングテーマと同系列にアレンジされている。
『オバQ』に関しては、シネテープに記録された音声は残っているものの、放送時のフィルムは散逸されており、現在で見る事は出来ない。

## 放送時間
| 放送期間       | 放送期間      | 放送時間(JST)     |
| -------------- | ------------- | ----------------- |
| 1955年10月16日 | 1956年12月9日 | 日曜18:00 - 18:30 |
| 1956年12月16日 | 1973年6月3日  | 日曜19:30 - 20:00 |

## 作品リスト
| タイトル                            | 放映期間                        | 話数 | 製作会社                                     | 出演者・声優                                             | 備考                                                   |
| ----------------------------------- | ------------------------------- | ---- | -------------------------------------------- | -------------------------------------------------------- | ------------------------------------------------------ |
| 猿飛佐助旅日記                      | 1955年10月16日 - 1956年12月23日 | 61   |                                              | 千葉栄、大木民夫、富沢志満、浅川裕子、沖竜太、野々浩介   | 1956年12月16日より日曜19:30に移動                      |
| エノケンの孫悟空 （ドラマ版）       | 1957年1月6日 - 5月19日          | 20   |                                              | 榎本健一、花柳寛、由利徹、八波むと志                     | 1956年12月30日の17:15にプロローグを放送                |
| 不二家コミック劇場 おかしな人々     | 1957年5月26日 - 6月30日         | 5    |                                              | 千葉信男、八波むと志、川田孝子                           |                                                        |
| ミスター星くず                      | 1957年7月7日                    | 1    |                                              | 小畑やすし、小鳩くるみ、松田トシ、千葉信男               | 単発作品                                               |
| ミュージカル パリ祭                 | 1957年7月14日                   | 1    |                                              | 石井好子                                                 | 単発作品                                               |
| マイティ・マウス                    | 1957年7月21日 - 1958年4月27日   |      | テリートゥーン                               | 声：関敬六                                               | 海外アニメ作品 1958年5月19日より月曜 - 土曜18:00に移動 |
| ラマー・オブ・ジャングル            | 1958年5月4日 - 1959年5月17日    |      | シンジケーティッド・アメリカン・テレビジョン | 声：大木民夫                                             | 本枠唯一の海外ドラマ                                   |
| ポパイ                              | 1959年6月7日 - 1965年8月15日    |      | フライシャー・スタジオ                       | 声：浦野光、京田尚子、熊倉一雄                           | 本枠最後の海外アニメ                                   |
| オバケのQ太郎 （第1作）             | 1965年8月29日 - 1967年3月26日   | 96   | 東京ムービー                                 | 声：曽我町子、田上和枝、野沢雅子、喜多道枝               | 1967年4月より水曜18時に移動                            |
| パーマン （第1作）                  | 1967年4月2日 - 1968年4月14日    | 54   | 東京ムービー スタジオ・ゼロ                  | 声：三輪勝恵、大竹宏、栗葉子、加茂喜久                   |                                                        |
| 怪物くん （アニメ第1作）            | 1968年4月21日 - 1969年3月23日   | 49   | 東京ムービー スタジオ・ゼロ                  | 声：白石冬美、大竹宏、兼本新吾、今西正男                 | アニメ枠一旦終了                                       |
| 青空にとび出せ!                     | 1969年3月30日 - 9月28日         | 26   | 国際放映                                     | ピンキーとキラーズ、田崎潤、水森亜土、加藤和彦           | ここから国産ドラマ枠                                   |
| サインはV （岡田可愛版）            | 1969年10月5日 - 1970年8月16日   | 45   | 東宝                                         | 岡田可愛、中山麻理、范文雀、岸ユキ、中山仁               |                                                        |
| アテンションプリーズ （紀比呂子版） | 1970年8月23日 - 1971年3月28日   | 32   | 東宝                                         | 紀比呂子、范文雀、高橋厚子、皆川妙子、黒沢のり子         |                                                        |
| 美しきチャレンジャー                | 1971年4月5日 - 10月17日         | 29   | 国際放映                                     | 新藤恵美、森次浩司、進千賀子、高樹蓉子、左時枝           |                                                        |
| 美人はいかが?                       | 1971年10月24日 - 1972年4月16日  | 26   | 大映テレビ                                   | 奈良富士子、寺尾聰、夏夕介、内田喜郎、西川鯉之亟         | ドラマ枠一旦終了                                       |
| アニメドキュメント ミュンヘンへの道 | 1972年4月23日 - 8月20日         | 17   | 日本テレビ動画                               | 声：小林昭二、辻村真人、兼本新吾、森功至、仲村秀生       | ここから再びアニメ枠 9月24日に特番を放送               |
| モンシェリCoCo                      | 1972年8月27日 - 11月26日        | 13   | 日本テレビ動画                               | 声：広川あけみ、つかせのりこ、森功至、北浜晴子、富田耕生 | アニメ枠終了                                           |
| 新諸国物語・笛吹童子                | 1972年12月3日 - 1973年6月3日    | 26   | 大映テレビ                                   | 岡村清太郎、内田喜郎、瞳順子、藤岡重慶、神太郎、市毛良枝 | ここから再びドラマ枠 『不二家の時間』枠廃止            |

## ネット局
※系列は放送終了時点のもの（打ち切り時はネット打ち切り時のもの）。
| 放送対象地域           | 放送局       | 系列                                                | 備考                                                                                              |
| ---------------------- | ------------ | --------------------------------------------------- | ------------------------------------------------------------------------------------------------- |
| 関東広域圏             | 東京放送     | TBS系列                                             | 制作局、現:TBSテレビ                                                                              |
| 北海道                 | 北海道放送   | TBS系列                                             |                                                                                                   |
| 青森県                 | 青森放送     | 日本テレビ系列                                      | 1969年11月まで                                                                                    |
| 青森県                 | 青森テレビ   | NETテレビ系列 TBS系列                               | 1969年12月開局から                                                                                |
| 岩手県                 | 岩手放送     | TBS系列                                             | 現:IBC岩手放送                                                                                    |
| 宮城県                 | 東北放送     | TBS系列                                             |                                                                                                   |
| 秋田県                 | 秋田放送     | 日本テレビ系列                                      |                                                                                                   |
| 山形県                 | 山形放送     | 日本テレビ系列                                      |                                                                                                   |
| 福島県                 | 福島テレビ   | TBS系列 フジテレビ系列                              | 1971年9月までは日本テレビ系列局                                                                   |
| 山梨県                 | 山梨放送     | 日本テレビ系列                                      | 1970年3月まで                                                                                     |
| 山梨県                 | テレビ山梨   | TBS系列                                             | 1970年4月開局から                                                                                 |
| 長野県                 | 信越放送     | TBS系列                                             |                                                                                                   |
| 新潟県                 | 新潟放送     | TBS系列                                             |                                                                                                   |
| 静岡県                 | 静岡放送     | TBS系列                                             |                                                                                                   |
| 中京広域圏             | 中部日本放送 | TBS系列                                             | 現:CBCテレビ                                                                                      |
| 富山県                 | 北日本放送   | 日本テレビ系列                                      |                                                                                                   |
| 石川県                 | 北陸放送     | TBS系列                                             |                                                                                                   |
| 福井県                 | 福井放送     | 日本テレビ系列                                      |                                                                                                   |
| 近畿広域圏             | 朝日放送     | TBS系列                                             | 現:朝日放送テレビ（テレビ朝日系列） 1975年の関西地区ネットチェンジ以降の再放送は毎日放送でも実施  |
| 岡山県                 | 山陽放送     | TBS系列                                             | 現:RSK山陽放送 当時の放送エリアは岡山県のみ                                                       |
| 鳥取県                 | 日本海テレビ | 日本テレビ系列 （フジテレビ系列） （NETテレビ系列） | 当時の放送エリアは鳥取県のみ 1972年9月の鳥取・島根の電波相互乗り入れまで                          |
| 島根県 →島根県・鳥取県 | 山陰放送     | TBS系列                                             | 1972年9月までの放送エリアは島根県のみ 1972年9月より鳥取・島根の電波相互乗り入れで山陰放送に一本化 |
| 広島県                 | 中国放送     | TBS系列                                             |                                                                                                   |
| 山口県                 | 山口放送     | 日本テレビ系列                                      | 1970年3月まで                                                                                     |
| 山口県                 | テレビ山口   | TBS系列 フジテレビ系列 NETテレビ系列                | 1970年4月から                                                                                     |
| 徳島県                 | 四国放送     | 日本テレビ系列                                      |                                                                                                   |
| 香川県                 | 西日本放送   | 日本テレビ系列                                      | 当時の放送エリアは香川県のみ、『怪物くん』を放送した実績あり                                      |
| 愛媛県                 | 南海放送     | 日本テレビ系列                                      |                                                                                                   |
| 高知県                 | 高知放送     | 日本テレビ系列                                      | 1970年3月まで                                                                                     |
| 高知県                 | テレビ高知   | TBS系列                                             | 1970年4月開局から                                                                                 |
| 福岡県                 | RKB毎日放送  | TBS系列                                             |                                                                                                   |
| 長崎県                 | 長崎放送     | TBS系列                                             |                                                                                                   |
| 熊本県                 | 熊本放送     | TBS系列                                             |                                                                                                   |
| 大分県                 | 大分放送     | TBS系列                                             |                                                                                                   |
| 宮崎県                 | 宮崎放送     | TBS系列                                             |                                                                                                   |
| 鹿児島県               | 南日本放送   | TBS系列                                             |                                                                                                   |
| 沖縄県                 | 琉球放送     | TBS系列                                             |                                                                                                   |